# Катанеле (Олт)
Катанеле (рум. Catanele) насеље је у Румунији у округу Олт у општини Скиту. Oпштина се налази на надморској висини од 151 m.

## Становништво
Према подацима из 2002. године у насељу је живело 991 становника, од којих су сви румунске националности.